# فريدريك سونتاج
فريدريك سونتاج (بالسويدية: Fredrik Sonntag)‏ هو لاعب هوكي الجليد سويدي، ولد في 2 أبريل 1987 في نينس هامن في السويد.

## وصلات خارجية
- فريدريك سونتاج على موقع EliteProspects.com (الإنجليزية)
- فريدريك سونتاج على موقع HockeyDB.com (الإنجليزية)